# 2007年自由民主党総裁選挙
2007年自由民主党総裁選挙（にせんななねんじゆうみんしゅとうそうさいせんきょ）は、2007年（平成19年）9月23日に行われた日本の自由民主党の党首である総裁の選挙である。
この選挙で福田康夫が第22代総裁に選出された。

## 概要

### 参議院選挙の大敗と内閣改造
2007年7月29日に行われた第21回参議院議員通常選挙において、自民党は歴史的大敗を喫し、参議院第1党と参議院議長の座を民主党に譲った。自民党総裁の安倍晋三は即日首相の続投を表明し、8月27日に内閣改造と党役員人事に着手した（第1次安倍改造内閣）。

### 安倍の首相辞任と総裁選への幕開け
安倍は9月10日に召集された第168回国会において所信表明演説を行い、重ねて首相続投への意欲を見せたが、その2日後の9月12日に突然の辞意表明を行った。当日は10日の所信表明演説を受けての代表質問が行われる予定であり、それを目前にしての辞意表明という前代未聞の事態となった。
この事態に対して、幹事長の麻生太郎（麻生派）ら党執行部は国会会期中であることや9月25日の首相の国連総会出席を理由に9月14日告示、9月19日投票とする選挙日程案を示した。
予想外に早くポスト安倍をめぐって動き出した事態は、当初こそ麻生有利と見られていたが、安倍の辞意を事前に知っていたとされた問題や選挙日程が拙速であるとの批判などが党内より起こり、選挙日程も当初より4日延長した9月23日投票と決定された。
国会議員による議員票387票と各都道府県連3票で配布された地方票141票の計528票で総裁を選出することになった。
なお、安倍の任期途中での辞任に伴う選挙であるため、新任者の任期は安倍の残任期間（2009年9月末日まで）とされた。

### 福田優勢の流れへ
メディアなどではさまざまな有力人物が取りざたされ、前回総裁選で立候補辞退した額賀福志郎（津島派）がもっとも早く立候補の意思を表明した。また、小泉チルドレンらは前総裁の小泉純一郎（無派閥）へ再登板を求めて「小泉総理の再登板を実現する有志の会」 を立ち上げるなどの運動を行ったが、小泉本人は出馬を完全に否定した。
また、いわゆる「麻生クーデター説」が安倍の辞意表明当日に放送された日本テレビ『NEWS ZERO』での報道、小泉チルドレンのひとりである片山さつきの発言 などで流布され始めた。これは、第1次安倍改造内閣組閣前のアジア諸国外遊中に安倍が人事権を麻生と内閣官房長官の与謝野馨に奪われ、農林水産大臣・遠藤武彦の辞任問題やテロ特措法の延長問題などが、安倍を無視して麻生・与謝野ライン主導で決定されていくことに安倍が絶望して辞意を表明したとする説である。このクーデター説は選挙後に全くのデマであったことが明らかとなるが、このことは麻生有利の流れを決定的に転換することとなった（→中川秀直#麻生クーデター説も参照）。
「反麻生」への動きが党内にくすぶるなか、9月13日には元官房長官の福田康夫（町村派）が出馬の意向を示す。福田は古賀誠（古賀派）、山崎拓（山崎派）、谷垣禎一（谷垣派）など、政治姿勢の近しいとされる派閥の領袖たちと次々と会談して支持を取り付けたほか、津島派でも額賀が福田との会談後に自身の出馬断念と福田支持を表明した（→麻生包囲網も参照）。
また、小泉も「福田さんも小泉政権を支えてくれた人」と福田支持の意向を持っており、小泉チルドレンが多く所属する新しい風（武部グループ）も福田支持を打ち出すことになった。こうして、麻生派を除く全派閥が福田支持を表明するという状況のなかで総裁選はスタートした。
最終的に総裁選候補は福田と麻生の二人の一騎討ちとなった。自民党総裁選の候補が二人による一騎討ちになったのは1995年の総裁選以来となった。

### 圧倒的優勢への反発
福田の圧倒的な優勢が伝えられる中、「勝ち馬」に乗っかって大臣・党役員ポストを狙って主流派入りを目論む各派閥、議員の姿勢に対する不信感が世論で高まった。1年前の総裁選では安倍が党内の圧倒的な支持を得て総裁となったが、安倍を支持した議員は安倍内閣の総括や反省もしないままに、安倍とは思想信条が異なる福田への支持に雪崩うったことを批判するメディアも少なくなかった。
また、原稿のまま選挙活動で言論を述べていた福田と違い、麻生の場合は小泉純一郎を彷彿とさせる持論を展開したことも支持を増やす要因となった。総裁選当日には、自民党本部前に戸井田徹が自らのブログ上での呼びかけを行った ことなどで集まった数百人の男女が麻生コールをするなど、麻生人気の片鱗を見せた。
また、若手の議員を中心に、一昔前の派閥談合の様相を見せた総裁選に対する批判の声も聞かれた。小泉チルドレンの1人である杉村太蔵は、所属している「新しい風」（武部グループ）で、元幹事長の武部勤が一致結束して福田支持を呼びかけたことを批判して会合を途中退席、そのままグループを脱会、総裁選では麻生に票を入れた。
伝統と創造の会会長の稲田朋美は町村派所属国会議員でただ1人、派閥創始者福田赳夫の長男である福田康夫ではなく思想信条の近い麻生を支持した。

## 党総裁選データ

### 日程
- 9月14日（金）　告示
- 9月15日（土）　立候補受付・記者会見
- 9月16日（日）　所見立会演説会・街頭演説（渋谷駅ハチ公前）
- 9月17日（月・祝）　街頭演説（大阪難波髙島屋前・高松三越前）
- 9月21日（金）　日本記者クラブ主催討論会
- 9月22日（土）　街頭演説（仙台フォーラス前）
- 9月23日（日）　党大会に代わる両院議員総会（投開票）

### キャッチコピー
明日へ

### 選挙人
| 種別           | 人数  |
| -------------- | ----- |
| 衆議院議員     | 304人 |
| 参議院議員     | 83人  |
| 都道府県連代表 | 141人 |
| 合計           | 528人 |

### 立候補者
| 候補者名 | 候補者名 | 年齢 | 派閥   | 現職                                | 立候補歴                |
| -------- | -------- | ---- | ------ | ----------------------------------- | ----------------------- |
|          | 福田康夫 | 71   | 町村派 | 衆議院議員（6期・群馬4区）          | 初                      |
|          | 麻生太郎 | 67   | 麻生派 | 衆議院議員（9期・福岡8区） 党幹事長 | 3回目（2001年・2006年） |

### 公約
|                  | 福田康夫                                     | 麻生太郎                                                       |
| ---------------- | -------------------------------------------- | -------------------------------------------------------------- |
| キャッチコピー   | 希望と安心の国づくり                         | 日本の底力                                                     |
| 小泉構造改革     | 推進するが、地域格差を是正                   | 推進するが、地域格差を是正                                     |
| 公共事業費の削減 | 全国前年度一律3%削減                         | 地域ごとに削減比率を調整                                       |
| 戦争責任に対して | 村山談話を継承                               | 歴代内閣の姿勢を継承                                           |
| 東アジア外交     | 人的交流重視。中国・韓国人留学生を85万人増。 | 経済支援重視。テロの原因は絶望と貧困で、それを経済支援で解消。 |
| 拉致問題         | 圧力と対話の使い分けによる解決               | 圧力なくして対話なし                                           |
| 靖国神社参拝     | 任期中は参拝しない                           | 政治問題化しない                                               |

- 両者とも憲法改正には触れていない。

### 推薦人一覧
| 候補者     | 福田康夫             | 麻生太郎               |
| ---------- | -------------------- | ---------------------- |
| 推薦人代表 | 橋本聖子（町村派）   | 鳩山邦夫（津島派）     |
| 選挙責任者 | 津島雄二（津島派）   | 島村宜伸（無派閥）     |
| 推薦人     | 逢沢一郎（谷垣派）   | 甘利明（山崎派）       |
| 推薦人     | 市川一朗（古賀派）   | 今井宏（古賀派）       |
| 推薦人     | 岩永浩美（津島派）   | 遠藤宣彦（無派閥）     |
| 推薦人     | 金子一義（古賀派）   | 鍵田忠兵衛（伊吹派）   |
| 推薦人     | 川口順子（無派閥）   | 鴻池祥肇（麻生派）     |
| 推薦人     | 北村茂男（町村派）   | 坂井学 （無派閥）      |
| 推薦人     | 笹川堯（津島派）     | 椎名一保（伊吹派）     |
| 推薦人     | 中曽根弘文（伊吹派） | 菅義偉（古賀派）       |
| 推薦人     | 中山太郎（無派閥）   | 武田良太（山崎派）     |
| 推薦人     | 野田毅（山崎派）     | 戸井田徹（津島派）     |
| 推薦人     | 萩山教嚴（伊吹派）   | 中川昭一（伊吹派）     |
| 推薦人     | 深谷隆司（山崎派）   | 永岡桂子（麻生派）     |
| 推薦人     | 松浪健四郎（二階派） | 西川京子（伊吹派）     |
| 推薦人     | 宮澤洋一（古賀派）   | 浜田靖一（無派閥）     |
| 推薦人     | 村上誠一郎（高村派） | 馬渡龍治（津島派）     |
| 推薦人     | 森喜朗（町村派）     | 武藤容治（麻生派）     |
| 推薦人     | 谷津義男（伊吹派）   | 山口泰明（津島派）     |
| 推薦人     | 山内俊夫（山崎派）   | 吉田六左ェ門（伊吹派） |

## 選挙の結果
|          | 得票数 | 議員票 | 地方票 |
| -------- | ------ | ------ | ------ |
| 福田康夫 | 330票  | 254票  | 76票   |
| 麻生太郎 | 197票  | 132票  | 65票   |

（無効投票：1）
※ただし、党の議員票・地方票の内訳は党からの正式な発表ではなく、各マスコミ取材によるものである。
この結果について、国内のマスコミ及びロイターは「（麻生）善戦」と報じている（福田新総裁が誕生、麻生氏も197票で善戦）。また、毎日新聞の調べによると党員投票の総得票では麻生が僅かながら福田を上回った。
麻生派以外の全派閥の支持を取り付けた福田の圧勝が予想されていただけに、わずか16人という自派母体しかもたない麻生が200票近くを獲得したことは驚きをもって受け止められた。福田支持を決めた各派は、派閥の領袖間では福田支持で固まっていたものの、派閥のナンバー2クラス（津島派における鳩山邦夫、伊吹派における中川昭一、山崎派における甘利明、高村派における大島理森、古賀派における菅義偉など）がほとんどが麻生支持に回り、ほとんどの派閥が福田支持と麻生支持で二分してしまった結果である。福田の所属派閥である町村派も右派議員を中心に麻生支持ないし白票へ回ったとされ、派閥として福田支援で固まったのは、谷垣派と二階派の二派のみと目されている。

## 逸話
- 福田峰之（神奈川県第8区）、山内康一（神奈川県第9区）、田中和徳（神奈川県第10区）、河野太郎（神奈川県第15区）、亀井善太郎（神奈川県第16区）、山際大志郎（神奈川県第18区）ら、選挙区内で党員予備選挙を行って、党員予備選挙の結論に従って議員票を投じた議員も存在した。なお6議員は神奈川県選出議員であり、自民党神奈川県連でも、党員投票が行われていた。議員独自の党員投票案は総務会では「投票葉書を2枚受け取る党員が戸惑う」と異論も出るも、各議員が行う党員投票は「各議員が行うアンケートによる意向調査」とすることで了承されている。
- 候補者である福田と麻生は議員になる前、二人とも政治家である父親の後を継ぐ後継者として弟（横手征夫、麻生次郎）が目されていたが、弟が早逝したため、兄である自分が後継となったという共通点が存在する。
- 第21回参議院議員通常選挙からこの総裁選までに、自民党では国会議員の離党入党や議員辞職があった。仮復党していた藤井孝男は9月7日に正式に入党して自民党議員として総裁選に参加できたが、9月4日に議員辞職した小林温や離党した玉澤徳一郎は自民党議員として総裁選に参加できなかった。